# All the People: Blur Live at Hyde Park
All the People: Blur Live at Hyde Park è un album dal vivo del gruppo musicale britannico Blur, pubblicato nel 2009.

## Tracce

### Disco 1
1. She's So High
2. Girls & Boys
3. Tracy Jacks
4. There's No Other Way
5. Jubilee
6. Badhead
7. Beetlebum
8. Out of Time
9. Trimm Trabb
10. Coffee & TV
11. Tender

### Disco 2
1. Country House
2. Oily Water
3. Chemical World
4. Sunday Sunday
5. Parklife
6. End of a Century
7. To the End
8. This Is a Low
9. Popscene
10. Advert
11. Song 2
12. Death of a Party
13. For Tomorrow
14. The Universal

## Formazione
- Damon Albarn – voce, chitarra
- Graham Coxon – chitarra, lap steel guitar, voce
- Alex James – basso
- Dave Rowntree – batteria, percussioni
- Mike Smith – tastiera, sassofono, clarinetto